# 难忘的战斗
《难忘的战斗》是上海电影制片厂拍摄于1975年的一部电影，反映中国人民解放军占领江南某地后与中华民国政府残余势力在粮食供应上的冲突。

## 情节介绍
影片背景为1949年5月，中国南方某城市被中国人民解放军占领后，国民党情报人员陈福堂以富国粮行总经理身份潜伏在该城市以控制粮食供应。为此，军管会采取措施破除粮荒。

## 主要角色
- 田文中：达式常饰
- 赵冬生：周国宾饰
- 李光明：马昌钰饰
- 范可君：陈烨饰
- 秦老刚：张云立饰
- 孙雄飞：徐阜饰
- 李宝德：吴喜千饰
- 孟楚虎：李兰发饰
- 陈福堂：白穆饰
- 刘志仁：焦晃饰
- 汪明德：陈述饰
- 武大癞子：程之饰

## 剧组人员
- 导演：汤晓丹、天然、于本正
- 编剧：孙景瑞、严励
- 摄像：许琦、马林发、朱永德
- 美术：丁辰

## 轶事

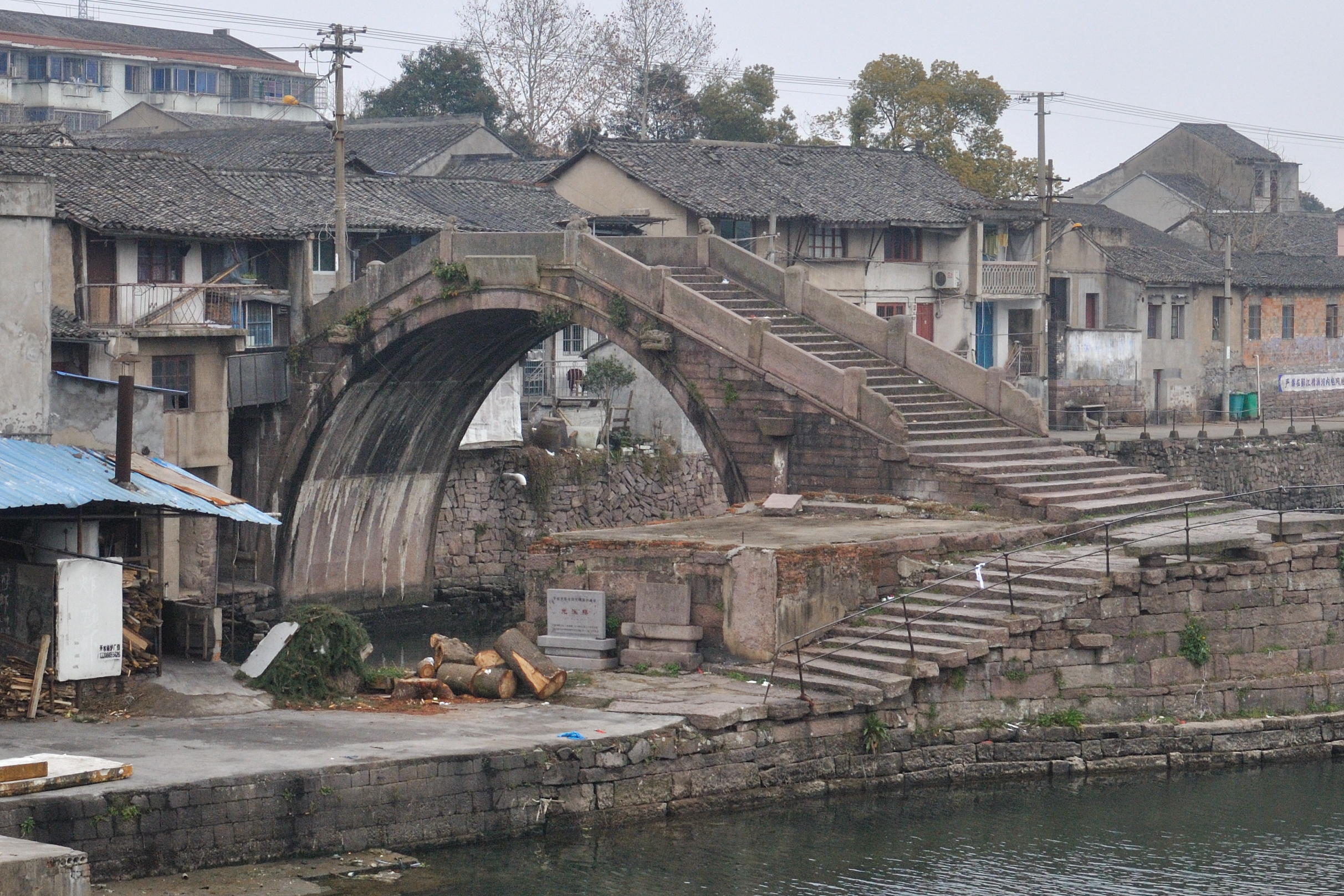
影片中取景的光溪桥

电影拍摄于浙江鄞县鄞江镇（今属宁波市海曙区），有好事者根据影片情节编出宁波话顺口溜“难忘战斗，大炮轰头；鄞江桥头，秤锤敲头；要紧关头，刘副区长爬墙头”，流传甚广。